# Costin Nenițescu

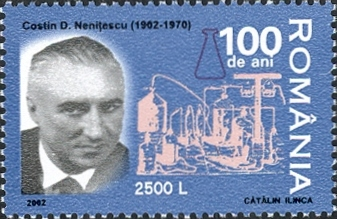

Costin D. Neniţescu, född den 15 juli 1902 i Bukarest, död den 28 juli 1970 i Bukarest, var en rumänsk kemist och professor vid polytekniska universitetet i Bukarest.

## Biografi
Neniţescu var son till en advokat och före detta industri- och handelsminister. Efter att 1920 ha avslutat sina gymnasiestudier vid Gheorghe Lazăr High School, fortsatte han studera vid polytekniska institutet i Zürich och Ludwig Maximilians universitet i München, där han var en av Hans Fischers favoritstudenter, och tog sin fil. dr-examen år 1925. Efter sin återkomst till Rumänien blev han professor vid universitetet i Bukarest. 
Han studerade Friedel-Crafts - såsom reaktioner i serien av alifatiska kolväten, mekanismen för isomerisering av cyclobaser, halogenmigration i cykler och kedjor, reaktioner inducerade av karbonjoner och andra. Han identifierade en grupp av naftensyror i rumänska råolja. Han sökte efter sätt att få cyclobutadien, och samtidigt förklara kemin i denna instabila substans och isolera dess dimerer.
Neniţescus forskningsintressen rörde också oxidation av öppna och aromatiska kolväten med kromsyra och kromoxiklorid. Han fann nya metoder för syntes av pyryliumsalter (Balaban - Nenitzescu – Praill-syntes), av karbener, tryptamin, serotonin, två nya synteser för indolkärnan, och en ny metod för polymerisation av eten.
Hans forskning har publicerats i mer än 250 vetenskapliga rapporter och 21 patent och hans tekniska och vetenskapliga verksamhet hjälpte till att utveckla den kemiska industrin i Rumänien.
Ett av Neniţescus favoritcitat är: "För att kunna förmedla vetenskap måste man själv vara en kreativ vetenskapsman, eller åtminstone bör du sträva efter att vara det".

## Hedersbetygelser
Neniţescu var medlem av Rumänska Akademin, utländsk medlem av tyska vetenskapsakademin i Berlin, och medlem av Leopoldina Academy of Natural Sciebce i Halle-Saale.
Till Neniţescus minne, organiseras årligen kemitävlingen "CD Neniţescu" vid Tekniska Universitetet i Bukarest.